# 施托卡尔珀城堡

施托卡尔珀城堡的夏日

施托卡尔珀城堡（德語：Stockalperschloss，又称）是位于瑞士联邦瓦莱州布里格的一座城堡。城堡始建于17世纪，得名于建造者、当地巨商卡斯帕尔·施托卡尔珀。

## 历史
卡斯帕尔·施托卡尔珀（1609年—1691年）是布里格巨商、银行家和企业家，并成为统领当地的政治家。城堡建于1658年到1678年间，当时主要用于存放施托卡尔珀的货品。数百年后，城堡逐渐破败，1948年由布里格市政府买下。1956年至1961年进行维护。

## 建筑
城堡主体建筑为哥特式，有为纪念东方三博士而修建的三座金属圆顶塔。内部大厅有意大利文艺复兴风格，里面悬挂着18世纪设计于巴黎的帛画及墙纸。城堡花园也别具一格。

## 现状
城堡现为政府部门、博物馆、档案馆和剧院的所在地。博物馆里陈列了施托卡尔珀的生平事迹。